# 河会村
河会村（かわいそん）は、岡山県英田郡にあった村。
現在の美作市上山、北、滝宮、中川、南、横尾に当たる。

## 沿革
- 1889年6月1日 - 町村制施行に伴い、英田郡上山村、北村、滝宮村、中川村、南村、横尾村が合併し、河会村となる。大字北に役場を置く。
- 1955年2月1日 - 英田郡福本村と合併し、英田町となる。

## 地名の読み方
- 上山（うえやま）
- 北（きた）
- 滝宮（たきのみや）
- 中川（なかがわ）
- 南（みなみ）
- 横尾（よこお）

## 現在の様子

### 郵便番号
- 701-2611 美作市北
- 701-2612 美作市滝宮
- 701-2613 美作市横尾
- 701-2614 美作市上山
- 701-2615 美作市中川
- 701-2616 美作市南

### 教育
旧村内に現在教育機関なし

### 交通

#### 鉄道
旧村内を走る鉄道およびその駅なし

#### 道路

##### 高速道路
旧村内を走る高速道路なし

##### 国道
旧村内を走る国道なし

##### 県道
- 主要地方道
  - 岡山県道46号和気笹目作東線
  - 岡山県道90号赤穂佐伯線

- 一般県道
  - 岡山県道414号福本和気線
  - 岡山県道426号多麻滝宮線

### 河川・山岳

#### 河川
- 河会川

#### 山岳
- 雨乞山
- 空山
- 南ウネ山
- 妙見山

### 名所・旧跡・観光スポット・祭事・催事
- 岡山国際サーキット
- 大芦高原

### 寺院・神社

#### 神社
- 天石門別神社